# 小行星2639
小行星2639（2639 Planman）是一颗围绕太阳公转的小行星。1940年4月9日，爾約·維薩拉在图尔库发现了此天体。
該小行星以芬蘭天文學家安德斯·普蘭曼命名。
这颗小行星的绝对星等为13.17等。